# Fornelo e Vairão
Fornelo e Vairão (llamada oficialmente União das Freguesias de Fornelo e Vairão) es una freguesia portuguesa del municipio de Vila do Conde, distrito de Oporto.

## Historia
Fue creada el 28 de enero de 2013 en aplicación de una resolución de la Asamblea de la República de Portugal promulgada el 16 de enero de 2013 con la unión de las freguesias de Fornelo y Vairão, pasando su sede a estar situada en la antigua freguesia de Fornelo.

## Demografía
| Gráfica de evolución demográfica de Fornelo e Vairão entre 2011 y 2021 |
|                                                                        |
| Datos según el nomenclátor publicado por el INE portugués.             |